# Prototype (spel)
Prototype är ett datorspel i Actionäventyrsgenren utvecklat av Radical Entertainment och utgivet av Activision. Spelet släpptes i juni 2009 till Microsoft Windows, Xbox 360 och Playstation 3.
Spelet utspelar sig i New York, där ett muterande virus sprids genom staden. De som blir infekterade muteras till monster av olika typer. USA:s marinkår, under ledning av black ops-organisationen BlackWatch, sätts in för att försöka hindra att viruset sprids vidare och sätter hela staden i karantän. Mitt i allt detta finns spelets protagonist, Alex Mercer. Han är själv påverkad av viruset och har förmågan att ändra form, men har inget minne av hur han fått förmågan. Alex kan absorbera andra individer och ta upp deras biomassa, minnen, erfarenheter och fysiska form. Genom denna process får han veta mer och mer om sitt förflutna och hur viruset kom till. Alex kan också utnyttja sin förmåga för att förändra sin kropp för mer specifika ändamål, såsom att ändra sina armar och händer till kraftiga klor eller till stora släggor. Han har även andra övermänskliga förmågor som att kunna springa mycket fort och glidflyga kortare sträckor. Vid sidan av uppdragen kan spelaren röra sig fritt på Manhattan och utföra fristående uppdrag och uppgifter.
Spelet fick generellt positiva recensioner och innehar ett sammansatt betyg av 80 % på Metacritic.

## Gameplay
Alex främsta superkraft är hans förmåga att ändra utseende och form. Han har också en förmåga som låter honom uppsluka en annan varelse som låter honom snabbt återhämta sin hälsa och absorbera varelsens biomassa. Detta låter honom ta offrets utseende och så länge han inte gör något misstänkt är det ingen som lägger märke till honom. Alex har övermänsklig styrka och kan döda de flesta människor med ett slag. Han kan också utföra ett antal olika attacker och gymnastiska rörelser utan att ändra form.
Alex lär sig med spelets gång att transformera delar av sin kropp till olika dödliga vapen, antingen köper spelaren 'uppgraderingarna' eller så ges de till honom. Bland de offensiva transformeringarna finns en stor och kraftfull klinga, ett par snabba klor, en piska och de långsamma men kraftfulla hammarnävarna. De defensiva förmågorna består av en sköld som tål mycket skada under kortare perioder och pansar som täcker hela kroppen, men gör Alex långsammare. Båda låter Alex plöja sig igenom de flesta föremål när de är aktiverade. Alex har tre olika synlägen; vanlig syn, värmesyn som låter honom se fiender genom rök och andra hinder och ett tredje synläge som markerar militären och de som är infekterade av viruset. Alex kan använda en offensiv och en defensiv förmåga i taget och aktiverandet av någon av dem gör en eventuell förklädnad värdelös. Han kan också använda sig av vapen från besegrade fiender och ta kontrollen över militärfordon såsom stridsvagnar och helikoptrar.
Alex mest kraftfulla attacker är de så kallade Devastators, som kräver att spelaren antingen är nära att dö eller har en stor mängd biomassa upplagrad. Det finns tre stycken; Tendril Barrage, som avfyrar vassa tentakler från hans kropp i alla riktningar, Groundspike Graveyard, som skickar upp massiva vassa spikar ur marken runtom Alex och Critical Pain, som avlossar en stråle av biomassa från hans händer mot en enskild fiende.
För att ta sig runt i staden har spelaren tillgång till ett antal parkourtekniker, förutom att kunna springa fort. När Alex springer hoppar han automatiskt över bilar och andra hinder utan att tappa fart och han kan också klättra uppför vilken vägg han än stöter på. Han kan hoppa högt och långt och kan inleda attacker från luften för att göra mer skada.

## Mottagande
| Mottagande      | Mottagande                                                                   |
| Samlingsbetyg   | Samlingsbetyg                                                                |
| Tjänst          | Betyg                                                                        |
| --------------- | ---------------------------------------------------------------------------- |
| Gamerankings    | 79.76% (39 reviews) (PS3) 79.93% (65 reviews) (360) 84.20% (20 reviews) (PC) |
| Metacritic      | 80% (24 reviews) (PS3) 78% (62 reviews) (360) 79% (24 reviews) (PC)          |
| Recensionsbetyg |                                                                              |
| Publikation     | Betyg                                                                        |
| 1UP.com         | B- (360)                                                                     |
| Game Informer   | 7.25/10 (360)                                                                |
| Game Revolution | C+ (360)                                                                     |
| Gamespot        | 8.5/10 (360)                                                                 |
| Gametrailers    | 8.6/10                                                                       |
| IGN             | 7.5/10 (PS3)                                                                 |
| Videogamer.com  | 7/10 (360)                                                                   |

Prototype släpptes både via Steam och i butik och var det spel som såldes mest via Steam under den första veckan efter release. Xbox 360-versionen av spelet var det mest sålda på plattformen under juni 2009 i Nordamerika med över 419 000 sålda enheter. Spelet fick generellt positiva omdömen och fick det genomsnittliga betyget 80 % på Metacritic. GameSpot gav spelet 8.5/10 och prisade spelet för dess intressanta handling och för dess protagonist och den stora mängden förmågor och annat. Dock ogillade de spelets ibland besvärliga kontroller och de tråkiga miljöerna. The Escapist ansåg att spelet var en perfekt "sommarflirt" och gillade strids- och rörelsesystemen samt det unika sättet att föra handlingen framåt via Web of Intrigue The Onion gav spelet betyget "A" och kallade spelets rörelsesystem "exhilarating" och kallade spelet för "mature, science-fiction superhero fantasy that somehow makes players feel simultaneously powerful and vulnerable." Marcus Dyson på SPOnG.com gav spelet 84 % och hävdade att "The complex controls can be daunting, but once mastered, unveil a huge array of dramatic moves and impressive weapons."
Prototype släpptes två veckor efter spelet Infamous (utvecklat av Sucker Punch Productions, utgivet av Sony), ett spel med många liknande koncept, däribland en huvudkaraktär som vaknar upp med superkrafter och minnesförlust, en stor öppen värld där spelaren kan ta sig fram genom att klättra på byggnader och glidflyga och flera andra saker. Detta ledde till att många kritiker jämförde de båda spelen. I sin sarkastiska Zero Punctuationrecension av Prototype jämförde Ben Croshaw de båda spelen punkt för punkt och kom fram till att han inte kunde avgöra vilket som var det bästa spelet; Protoype hade den bästa spelvärlden och stridssystem, medan Infamous hade bättre handling och sidouppdrag. Som avgörande test utmanade Croshaw de båda utvecklarna att ta fram den bästa bilden av sina huvudkaraktärer iklädda kvinnounderkläder. Till hans stora förvåning tog båda utvecklarna sig an utmaningen och tog fram sagda bilder, vilket tvingade Croshaw att komma fram till att det var nästan oavgjort, men att Infamous nätt och jämnt tog hem segern. Han poängterade dock att liksom spelen så var de båda bilderna mycket lika varandra, trots att de tagits fram av två separata företag.